# Tienda de montañés
 (novembre 2021).

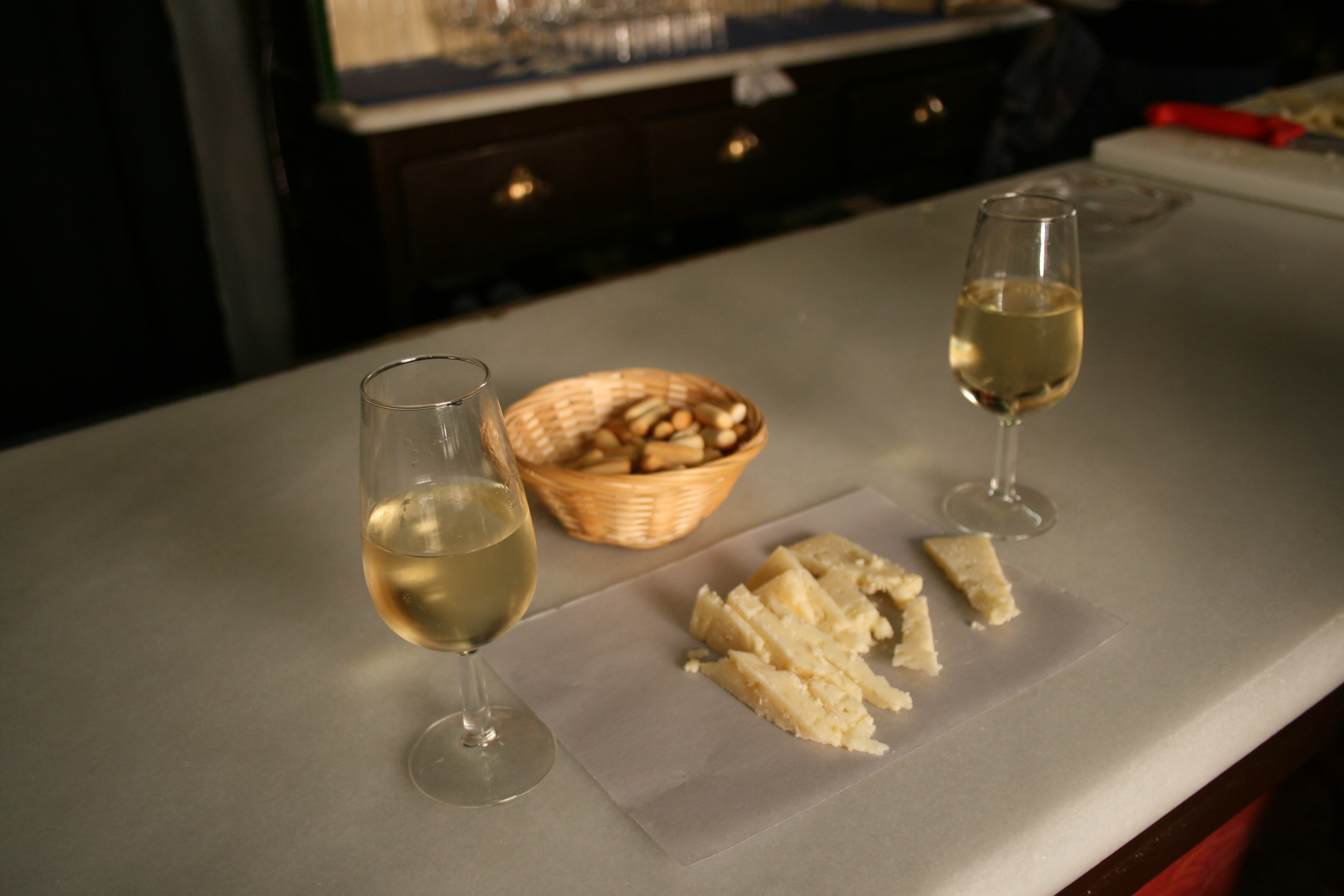
De nos jours, ces boutiques ont été transformées en bars à tapas. Leur structure est maintenue avec un comptoir et un garde-manger.

Le tienda de montañés ou jándalo est un type de commerce originaire des régions de Madrid et d'Andalousie (notamment Cadix).
Les jándalos, également en référence au nom sous lequel étaient connus les immigrants cantabres, sont devenus des éléments populaires du cliché costumbrista de la littérature espagnole à la fin du XIXe siècle. On les retrouve chez Serafín Estébanez Calderón, chez Ángel Iznardi, José Sanz Pérez, Ramón de Mesonero Romanos, etc. Le concept apparaît déjà en 1848 dans un numéro du Semanario Pintoresco Español dans un article intitulé Una romería en las Montañas de Santander (un pèlerinage dans les montagnes de Santander). A la fin du XXe siècle et au début du XXIe siècle, ces boutiques ont été transformées en bars à tapas.

## Histoire
En 1827, on décrit comment les paysans de Cantabrie, dans la zone occidentale, n'ont pratiquement pas quitté le territoire. Au fur et à mesure que le siècle avance, ces paysans de montagne se déplacent vers les champs d'Andalousie. Il s'agissait d'un mouvement migratoire limité dans le temps qui a atteint plusieurs régions d'Andalousie comme la province de Cadix. À Madrid, certains propriétaires de magasins de montagne sont devenus célèbres, comme le cas de l'oncle Lucas González de Caso, dont les plats abondants de la cuisine madrilène, comme les judías a lo tío Lucas (haricots à la manière de l'oncle Lucas), portaient son nom.
Ces boutiques sont devenues des éléments populaires du cliché littéraire espagnol costumbrista de la fin du XIXe siècle. L'un des auteurs qui a le plus contribué à leur diffusion est José María de Pereda. Dans l'histoire culinaire de l'Espagne, ils sont toujours mentionnés dans les scènes de taverne.